# ンゾイア川
ンゾイア川 (ンゾイアがわ、Nzoia river)は、ケニアのエルゴン山に源を発する全長160マイル(257 km)の河川である。初めは南、続いて西に流れ、ポート・ヴィクトリアの街の近くでヴィクトリア湖に注ぐ。
ケニア西部では重要な河川で、流域人口は350万人である。その水は一年を通じて灌漑に利用でき、氾濫によってもたらされる肥沃な土により、バダランギ地方の低地は農耕適地となっている。
ウェブイェを中心とする工業地帯では、製紙工場や製糖工場の排水が流れ込む。多数の見ごたえある滝があり、水力発電に適した河川でもある。
2017年6月26日には、ケニア西部のブシアで建設中だったシギリ橋が開業直前に落橋し、建設作業員28人が負傷する事故が起きた。

## 参照
1. ↑  中国企業手掛けたケニアの橋、完成前に崩落　総工費１４億円